# Rosersberg

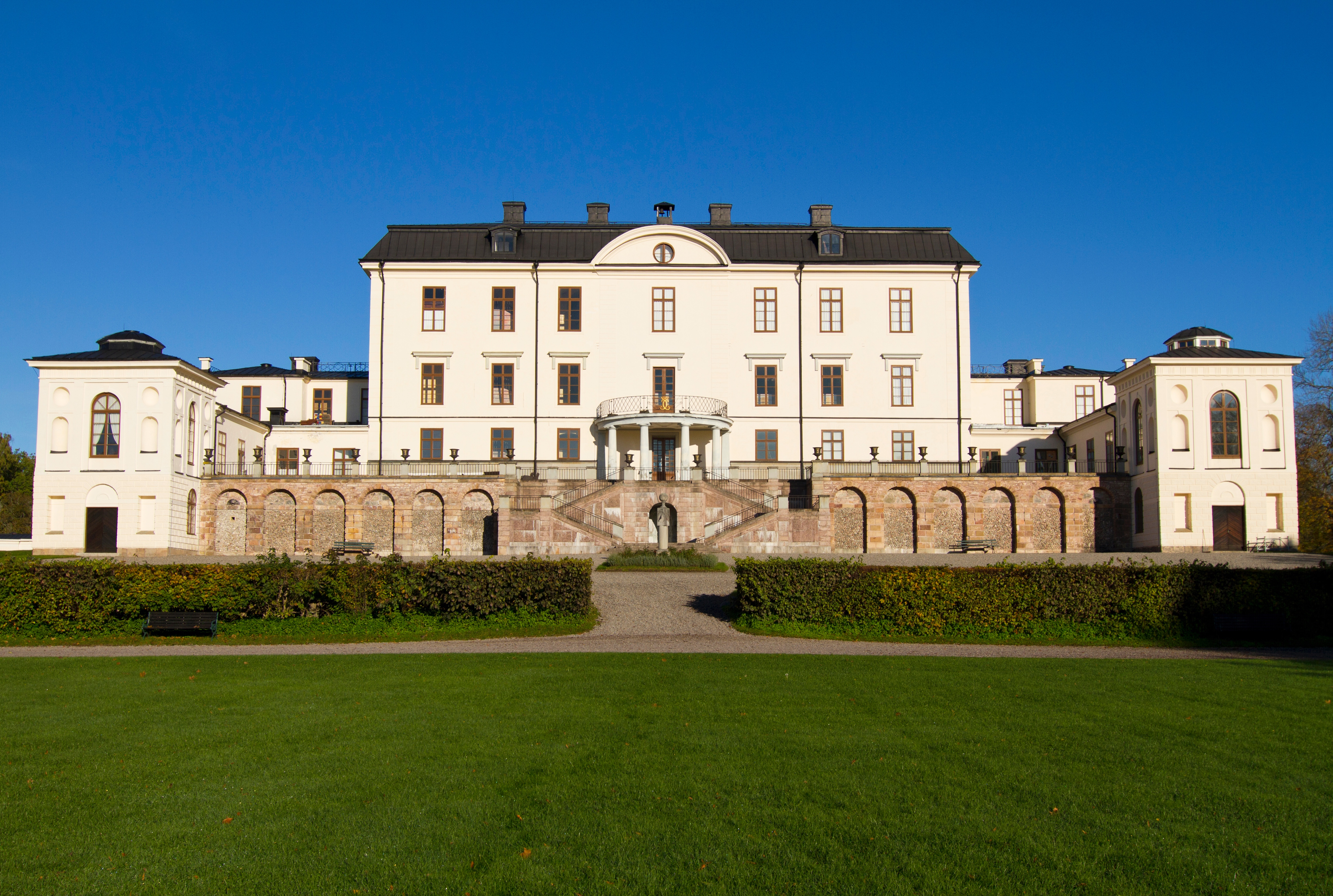
Zamek królewski Rosersberg

Rosersberg – miejscowość (tätort) w Szwecji, w regionie administracyjnym (län) Sztokholm (gmina Sigtuna).
W 2018 roku Rosersberg liczył 1815 mieszkańców.

## Położenie
Miejscowość jest położona w prowincji historycznej (landskap) Uppland, ok. 30 km na północ od centrum Sztokholmu przy linii kolejowej Ostkustbanan (Sztokholm – Sundsvall). Na wschód od Rosersberga przebiega trasa europejska E4. Rosersberg jest jedną ze stacji sztokholmskiego Pendeltågu.

## Demografia
Liczba ludności tätortu Rosersberg w latach 1960–2015:

## Zabytki i atrakcje turystyczne
Na zachód od miejscowości, w kierunku jeziora Melar, położony jest zamek królewski Rosersberg (Roserbergs slott).